# Alexandra Ladurner
Alexandra Ladurner (* 22. února 1992 Merano) je bývalá italská reprezentantka ve sportovním lezení, mistryně Itálie v boulderingu a juniorská mistryně světa v lezení na obtížnost.
Dařilo se jí především na domácích a mezinárodních juniorských závodech, byla také pozvána na Rock Master, tam ale skončila předposlední.

## Výkony a ocenění
- 2009: účast na mezinárodním prestižním závodu Rock Master v italském Arcu
- 2010: juniorská mistryně světa v lezení na obtížnost
- 2010 a 2013: mistryně Itálie v boulderingu

### Závodní výsledky
| Arco Rock Master | Arco Rock Master | Arco Rock Master |
| Rok              | 2009             | 2010             |
| ---------------- | ---------------- | ---------------- |
| Obtížnost        | 11               | 23*              |
| Bouldering       | —                | 18*              |

* Pozn.: v roce 2010 byla rozšířená nominace jako příprava na MS 2011
| Mistrovství světa | Mistrovství světa |
| Rok               | 2011              |
| ----------------- | ----------------- |
| Bouldering        | 35-36             |

| Světový pohár | Světový pohár | Světový pohár | Světový pohár | Světový pohár |
| Rok           | 2009          | 2010          | 2013          | 2014          |
| ------------- | ------------- | ------------- | ------------- | ------------- |
| Obtížnost     | 0             | 0             | —             | —             |
| jednotlivě*   | 40            | 43            | —             | —             |
|               |               |               |               |               |
| bouldering    | —             | 35-36         | 0             | 0             |
| jednotlivě*   | —             | 10,43-44      | 35-37         | 59-60,39-40   |

* Pozn.: nalevo jsou poslední závody v roce
| Mistrovství Evropy | Mistrovství Evropy | Mistrovství Evropy |
| Rok                | 2010               | 2013               |
| ------------------ | ------------------ | ------------------ |
| Bouldering         | 16                 | 23-25              |

| Mistrovství Itálie | Mistrovství Itálie | Mistrovství Itálie | Mistrovství Itálie |
| Rok                | 2009               | 2010               | 2013               |
| ------------------ | ------------------ | ------------------ | ------------------ |
| Bouldering         | 3                  | 1                  | 1                  |

| Mistrovství světa juniorů | Mistrovství světa juniorů | Mistrovství světa juniorů | Mistrovství světa juniorů | Mistrovství světa juniorů | Mistrovství světa juniorů |
| Rok                       | 2006 kat B                | 2007 kat B                | 2008 kat A                | 2009 kat A                | 2010 juniorky             |
| ------------------------- | ------------------------- | ------------------------- | ------------------------- | ------------------------- | ------------------------- |
| Obtížnost                 | 15                        | 2                         | 3                         | 18                        | 1                         |

| Evropský pohár juniorů | Evropský pohár juniorů | Evropský pohár juniorů | Evropský pohár juniorů |
| Rok                    | 2009 kat A             | 2010 juniorky          | 2011 juniorky          |
| ---------------------- | ---------------------- | ---------------------- | ---------------------- |
| Obtížnost              | 2                      | 4                      | —                      |
| jednotlivě*            | ,,5,                   | 5,5,,4,5               | —                      |
|                        |                        |                        |                        |
| Bouldering             | —                      | —                      | 3                      |
| jednotlivě*            | —                      | —                      | 6,                     |

* Pozn.: nalevo jsou poslední závody v roce